# Actenoides princeps
Actenoides princeps е вид птица от семейство Alcedinidae. Видът е почти застрашен от изчезване.

## Разпространение
Разпространен е в Индонезия.